# Zipacón
Zipacón là một khu tự quản thuộc tỉnh Cundinamarca, Colombia. Thủ phủ của khu tự quản Zipacón đóng tại Zipacón Khu tự quản Zipacón có diện tích ki lô mét vuông. Đến thời điểm ngày 28 tháng 5 năm 2005, khu tự quản Zipacón có dân số 4012 người.